# البرج (إدلب)
البرج قرية سورية تتبع ناحية سنجار في منطقة معرة النعمان في محافظة إدلب. بلغ عدد سكانها 326 نسمة في عام 2004 حسب إحصاء المكتب المركزي للإحصاء.